# Józef Dura
Józef Dura (ur. 1 grudnia 1832 w Jaszczurowej, powiat wadowicki, zm. 15 listopada 1885 w Rabce) – polski duchowny katolicki, proboszcz w Poroninie i Rabce, ornitolog.

## Życiorys
Pochodził z rodziny chłopskiej, był synem Jana Andrzeja i Zofii z domu Putek. Ukończył szkołę elementarną w Wadowicach, do gimnazjum uczęszczał kolejno w Bochni, Nowym Sączu i Krakowie. Po studiach teologicznych we Lwowie i Tarnowie, przyjął święcenia kapłańskie z rąk biskupa Józefa Alojzego Pukalskiego w 1858 w Tarnowie. Jego placówkami duszpasterskimi były wikariaty w Krościenku, Łącku (1860 i ponownie w 1862), Szaflarach (1861) oraz przy katedrze tarnowskiej (1865). Był także katechetą w szkole na tarnowskim Rzędzinie. Z początkiem lutego 1866 objął probostwo parafii św. Marii Magdaleny w Poroninie. Zasłużył się tam odnowieniem ołtarza, ufundowaniem nowych paramentów liturgicznych oraz troską o miejscowy cmentarz.
W marcu 1870 został proboszczem w Rabce po śmierci ks. Marcina Kasprowicza. Jako przewodniczący miejscowej rady szkolnej doprowadził do budowy nowej szkoły. Stosowny wniosek przyjęto do realizacji w 1876, kiedy placówka nie miała już charakteru szkółki parafialnej, a szkoły gminnej. Z braku parceli sprawa opóźniła się o wiele lat: budowę, po poświęceniu przez proboszcza Durę kamienia węgielnego, rozpoczęto dopiero w 1884 na parceli zakupionej od parafii, a zakończono jesienią 1890, już po śmierci proboszcza-inicjatora.
Ks. Dura prowadził amatorskie obserwacje ornitologiczne oraz kolekcjonował ptaki. Swoje zbiory przekazał muzeum zdrojowemu w Rabce. Współpracował z Komisją Fizjograficzną Akademii Umiejętności w Krakowie, w „Sprawozdaniach Komisji Fizjograficznej” opublikował Spostrzeżenia fenologiczne w r. 1868 w Poroninie (1869).
Od 1881 pełnił funkcję notariusza dekanatu makowskiego. Otrzymał godności kanonika (1878) oraz rokiety i mantoletu (1882). Zmarł w Rabce na zapalenie płuc 15 listopada 1885, pochowany został na miejscowym cmentarzu parafialnym. W nekrologach prasowych był wspominany jako „gorliwy i wymowny, w tamtejszej okolicy perła pośród duchowieństwa”, „powszechnie kochany i szanowany jako zacny kapłan i obywatel”.